# 경주 인왕동 사지
경주 인왕동 사지(慶州 仁旺洞 寺址)는 대한민국 경상북도 경주시 인왕동, 반월성을 배경으로 남산을 바라보는 곳에 있는 절터이다. 1991년 3월 25일 경상북도의 문화재자료 제240호로 지정되었다가, 2015년 11월 10일 대한민국의 사적 제33호로 승격되었다.

## 개요
경주 인왕동 사지는 신라 태종 무열왕의 둘째 아들 김인문의 원찰(願刹)인 인용사(仁容寺) 터로 추정되어 1991년에 경상북도 문화재자료 ‘경주 인용사지’로 지정되었다.
2002년부터 2011년까지 4차례에 걸친 발굴조사 결과, 인왕동 사지는 중문‧쌍탑·금당·강당·회랑을 기본으로 하는 신라의 전형적 가람배치를 기본으로 하면서도, 다른 신라 사찰과 비교되는 독특한 건축구조를 이루고 있는 것으로 확인되었다.
중문 자리에는 유례가 드문 '아(亞)'자형 건물지가 있고, 쌍탑은 여느 사찰과 달리 금당의 좌우측면 남북축선 안쪽에 위치한다. 또한, 백제 지역에서 주로 나타나는 와축기단(瓦築基壇 기와를 쌓아 만든 기단)을 구축였으며, 통일신라 시대의 전형적 양식을 보여주는 석탑은 팔부중(八部衆)이 명확하게 조각되어 있는 것도 특징이다.
10년간의 발굴조사를 통해 자기류, 전돌류, 토기, 목간, 금속유물, 지진구(地鎭具) 등의 많은 유물이 출토되었다. 그 중 기와는 가장 많은 양을 차지하는데 완성도 높은 통일신라 시대 기와가 대부분이다.
지진구는 건물을 지을 때 좋지 않은 땅의 기운을 누르기 위해 묻는 의례용 유물로, 인왕동 사지에서 확인된 지진구는 신라 시대 지진구를 묻는 방식에 대한 연구 범위를 확대할 수 있는 중요한 유물로 가치가 높다. 아울러 출토된 청자, 백자 등 중국 자기를 통해 신라와 당나라의 교역에 관한 내용도 확인할 수 있다.
다만, 발굴조사에서는 절의 이름이 새겨진 명문(銘文)기와 등 인용사(仁容寺) 터임을 밝힐 수 있는 유물은 출토되지 않아 지정명칭을「경주 인왕동 사지」로 하였다.

## 사적 승격사유
경주 인왕동 사지는 신라의 전형적인 평지이탑식 가람배치(중문·양탑·금당·강당·회랑)를 기본구조로 하면서 亞자형건물지 등 독특한 유구가 확인되었으며, 통일신라시대 전형적인 석탑 양식인 쌍탑에 모두 팔부중이 조각되어 있고 자기류, 전돌류, 토기, 목간, 금속유물, 지진구 등의 많은 유물이 출토되어 신라 사찰 건축 등의 연구자료로서 역사적·학술적 가치가 뛰어나다.

## 참고 자료
- 경주 인왕동 사지 - 국가유산청 국가유산포털